# Vitrac, Puy-de-Dôme

Vitrac este o comună în departamentul Puy-de-Dôme, Franța. În 1 ianuarie 2022 avea o populație de 338 de locuitori.